# Grawiton

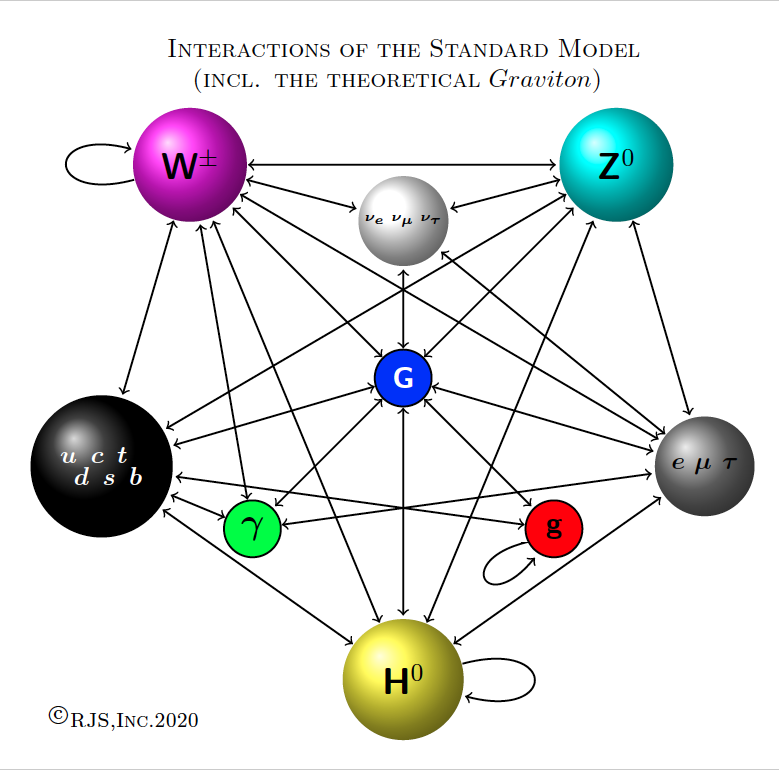
Diagram oddziaływań cząstek elementarnych, zawierający hipotetyczny grawiton (oznaczony symbolem G)

Grawiton – hipotetyczna cząstka elementarna, która nie ma masy ani ładunku elektrycznego i przenosi oddziaływanie grawitacyjne.
Teoria grawitonu jest podstawą różnych kwantowych teorii grawitacji, będących wersją kwantowej teorii pola, ale nie modelu standardowego.

## Własności
Grawiton jest bozonem. Ma spin równy 2, co oznacza, że jest opisywany tensorem drugiego rzędu (macierzą). Tensor drugiego rzędu ma w przestrzeni czterowymiarowej 16 składowych, jednak macierz grawitonu jest symetryczna, stąd pozostaje niezależnych 10 składowych. Gdyby grawiton był masowy, to jego macierz miałaby 5 stanów własnych. Jednak jest bezmasowy, stąd ma tylko dwa stany własne, analogiczne do stanów polaryzacyjnych światła. O ile jednak światło składa się z fotonów o spinie 1 i jego standardowe stany polaryzacyjne (pionowy i poziomy) przechodzą w siebie po obrocie o 90°, to polaryzację grawitonu wystarczy obrócić o 45°. Polaryzacje te oznacza się symbolami „{\displaystyle +}” i „{\displaystyle \times }”.
Grawiton jest kwantem pola grawitacyjnego. W teorii względności pole to jest tożsame z tensorem metrycznym, można więc interpretować grawiton jako „zmarszczkę” czasoprzestrzeni. W Teorii grawitacji kwantowej grawiton jest bozonem cechowania, co oznacza, że oddziaływanie grawitacyjne polega na wymianie wirtualnych grawitonów. Grawitony mogą oddziaływać same ze sobą, stąd równania grawitacji są nieliniowe.
Grawiton jest identyczny ze swoją antycząstką (podobnie jak np. foton).
Zgodnie z teorią supersymetrii grawiton powinien mieć partnera o spinie {\displaystyle 1{\tfrac {1}{2}}.} Cząstka ta jest fermionem i nosi nazwę grawitino.
Ze standardowej teorii względności wynika, że grawiton ma masę 0. Istnieją jednak proste rozszerzenia tej teorii, gdzie obok grawitonów bezmasowych istnieją także masywne.
Ponieważ grawitacja jest bardzo słabym oddziaływaniem, prowadzi się eksperymenty mające rejestrować fale grawitacyjne, które można rozumieć jako superpozycję ogromnej ilości ‘pojedynczych’ cząstek.
Grawiton oznacza się symbolem G.

## Obserwacja eksperymentalna
Nie istnieje żadne prawo fizyczne, z którego wynikałoby, iż wykrycie grawitonu jest niemożliwe, jednak jest to niemożliwe w praktyce. Np. szacuje się, że detektor o masie Jowisza, umieszczony na niskiej orbicie gwiazdy neutronowej, działający ze 100% sprawnością byłby zdolny do wykrycia 1 grawitonu w ciągu 10 lat.
Kolejnym problemem jest ekranowanie od szumu tła. Podstawowe dwa źródła szumu, to promieniowanie kosmiczne oraz neutrina. Przekrój czynny dla interakcji neutrin z materią jest dwadzieścia rzędów wielkości większy niż przekrój czynny grawito-elektryczny. Osłona detektora w takim przypadku powinna być grubsza niż średnia droga swobodna dla neutrin, co dla materiałów o zwykłej gęstości oznacza grubość lat świetlnych. Taka osłona zapadłaby się w czarną dziurę.

## Zjawiska z udziałem grawitonów

### Grawitacja
Grawitacja jest najsłabszym ze znanych oddziaływań. Ładunek grawitacyjny (czyli masa) jest dodatni dla każdej znanej formy materii. Istnieją rozwiązania teorii względności (np. opisujące tunele czasoprzestrzenne), z których wynika masa ujemna, jednak nie jest pewne, czy są one fizycznie możliwe. Cząstki wirtualne mogą mieć masę ujemną, jednak nie są to cząstki fizyczne, a jedynie obiekty matematyczne. Ujemną masę mają cząstki wirtualne, które powodują odpychanie obiektów, dodatnią te, które powodują przyciąganie.
Grawitony mogą oddziaływać same ze sobą również za pomocą grawitonów. Grawitony „drugiego rzędu” również oddziałują ze sobą i tak w nieskończoność. Ten fakt powoduje, że równania ogólnej teorii względności są nieliniowe. Nie da się także obliczyć siły grawitacji przy pomocy rachunku zaburzeń, gdyż wymagałoby to np. istnienia makroskopowej funkcji falowej. Jest to przyczyną, dla której nie udało się dotąd stworzyć kwantowej teorii grawitacji.

### Fale grawitacyjne
Fale grawitacyjne, których nośnikami byłyby bozony, mogłyby być interpretowane jako spójny stan (kondensat Bosego-Einsteina) grawitonów, tak jak fale elektromagnetyczne jako spójny stan fotonów. Projekty mające na celu doświadczalne odkrycie fal grawitacyjnych, takie jak LIGO i VIRGO, zostały rozpoczęte w XXI wieku.
Fala grawitacyjna, tak jak sama grawitacja, jest odkształceniem czasoprzestrzeni i w myśl współczesnych teorii nie istnieje żaden materiał ani proces, który mógłby ekranować zmiany potencjału grawitacyjnego źródła. Z tego powodu fale grawitacyjne są obiecującym obiektem badania początkowych etapów Wszechświata, podobnie jak mikrofalowe promieniowanie tła. Promieniowanie mikrofalowe niesie informację o Wszechświecie w wieku ok. 300 000 lat; wcześniej materia była zbyt gęsta i fale elektromagnetyczne ulegały rozproszeniu. Fale grawitacyjne nie mają tego ograniczenia i mogą nieść informację o wcześniejszych czasach.
Według jednej z hipotez każdy ruch przyspieszony dowolnego ciała powoduje emisję grawitonów. Efekt ten jednak nie jest zauważalny w typowych sytuacjach ze względu na zbyt małą energię emitowanego grawitonu. Istnienie fal grawitacyjnych można potwierdzić, dopiero gdy zaobserwuje się ruch w wystarczająco silnym potencjale grawitacyjnym, np. w przypadku dwóch blisko okrążających się gwiazd neutronowych. Obserwuje się wtedy zmniejszanie okresu obiegu ciał, powodowane emisją grawitonów. Zjawisko nie ma wyjaśnienia w fizyce klasycznej (część energii jest zabierana przez grawitony). Efekt taki zaobserwowano w latach 80. XX wieku w układzie podwójnym pulsarów PSR B1913+16, nazywanym „marzeniem Einsteina”.
Pomiary fal grawitacyjnych polegają na pomiarze zmian odległości punktów detektora. Przykładem jest eksperyment, w którym trzy laboratoria są umiejscowione w wierzchołkach prostokątnego trójkąta równoramiennego i oddalone o kilka kilometrów, żeby fala grawitacyjna spowodowała mierzalne odchylenie. Do pomiaru odległości między laboratoriami stosuje się wiązkę laserową. Zmiany odległości między laboratoriami mogą być interpretowane jako pomiar amplitudy fali grawitacyjnej, zaś różnice odległości byłyby rzędu ułamka nanometrów. Typowa fala grawitacyjna (pochodząca od pary krążących wokół siebie obiektów) spowoduje na Ziemi odkształcenie pływowe (skrócenie jednego boku trójkąta i wydłużenie drugiego). Taka fala jest najłatwiejsza do rejestracji, chociaż inne fale, zmniejszające lub powiększające całą Ziemię we wszystkich kierunkach, również są możliwe.

### Grawiton a czarne dziury
Pełny opis interakcji czarnych dziur i grawitonów mogłaby dać teoria kwantowej grawitacji, której obecnie nie udało się stworzyć. We wrześniu 2015 roku naukowcy projektu LIGO wykryli, a w lutym 2016 ogłosili istnienie fal grawitacyjnych. Ich emisja miała miejsce podczas połączenia dwóch czarnych dziur. Najpopularniejsza teoria przewiduje istnienie mechanizmu podobnego do parowania czarnych dziur, w taki sposób, że pary wirtualnych grawitonów miałyby się pojawiać poza horyzontem zdarzeń, a następnie jeden z nich wpadałby do jednej dziury, a drugi do drugiej. Taki proces, w myśl teorii pól kwantowych, wystarcza do zaistnienia oddziaływania grawitacyjnego pomiędzy czarnymi dziurami.

## Grawitony a prawo powszechnego ciążenia i mechanika kwantowa
Istnienie grawitonu można naiwnie przewidzieć, tłumacząc prawo powszechnego ciążenia jako efekt zderzeń hipotetycznych cząstek kwantowych o dodatniej energii, ale przekazujących w wyniku zderzenia dziwny ujemny pęd, tzn. cząstek o ujemnej masie bezwładnej, powodujących w zderzeniach nieelastycznych reakcje odwrotną niż normalnie, tzn. wywołujących ujemne ciśnienie (przyciąganie, a nie odpychanie). Siła grawitacji od dużej masy-źródła {\displaystyle M} na masę próbną {\displaystyle m} w odległości {\displaystyle r} wyraża się wzorem
{\displaystyle F=G{\frac {Mm}{r^{2}}}.}
Ponieważ siła grawitacji maleje z położeniem jak {\displaystyle 1/r^{2}} sugeruje to absorpcje cząstek przez masę {\displaystyle m} z całkowitego strumienia
przecinającego powierzchnię sfery {\displaystyle 4\pi r^{2}.} Zapisując masę {\displaystyle m} jako
{\displaystyle m=\rho S\lambda _{0},}
gdzie {\displaystyle S} to przekrój masy próbnej {\displaystyle \rho } jej gęstość, a {\displaystyle \lambda _{0}} jej długość, czyli długość drogi swobodnej pochłanianego grawitonu, i zakładając, że masa grawitacyjna {\displaystyle M} „paruje” bardzo wolno wykładniczo zgodnie ze wzorem Einsteina, emitując grawitony, tzn.
{\displaystyle M=M_{0}e^{-\gamma t}}
możemy zapisać wtedy prawo grawitacji jako absorpcje strumienia pędu:
{\displaystyle F=4\pi \kappa {\frac {dP}{dt}}{\frac {1}{4\pi r^{2}}}\rho S\lambda _{0},}
gdzie zgodnie ze wzorem Einsteina
{\displaystyle {\frac {dP}{dt}}=-{\frac {d(Mc^{2})}{cdt}}\approx {\frac {M_{0}c^{2}\gamma }{c}},}
a {\displaystyle \kappa } jest na razie nieznanym współczynnikiem przekazu pędu.
Ponieważ grawitony mają być kwantami jak fotony, z drugiej strony mamy
{\displaystyle {\frac {dP}{dt}}={\frac {\hbar \omega }{c}}{\frac {dN}{dt}},}
gdzie {\displaystyle N} jest liczbą emitowanych w czasie grawitonów.
Otrzymujemy
{\displaystyle {\frac {dN}{dt}}={\frac {M_{0}c^{2}\gamma }{\hbar \omega }}.}
Porównując z powrotem z prawem powszechnego ciążenia, otrzymujemy
{\displaystyle \kappa ={\frac {G}{c\gamma }},}
{\displaystyle F={\frac {4\pi G\hbar }{c^{2}}}{\frac {\omega }{\gamma }}{\frac {dN}{dt}}{\frac {1}{4\pi r^{2}}}\rho S\lambda _{0}.}
Zakładając ponadto
{\displaystyle \omega =\gamma ,}
emisja grawitonów następuje z gigantyczną połową tzw. częstości Zitterbewegung {\displaystyle {\frac {dN}{dt}}={\frac {M_{0}c^{2}}{\hbar }},} znanej z równania Diraca i której działanie wyrównane jest znikomą wartością stałej sprzężenia wchodzącej do przekroju czynnego:
{\displaystyle {\tilde {G}}={\frac {4\pi G\hbar }{c^{2}}}=9{,}83547\times 10^{-61}\mathrm {\frac {m^{3}}{s}} .}
Na przykład częstość ta dla Ziemi o masie {\displaystyle M_{0}=5{,}972\times 10^{24}\ \mathrm {kg} } wynosi {\displaystyle dN/dt=5{,}09238\times 10^{75}} grawitonów na sekundę.
Znaczy to, że wobec słabości grawitacji grawitony mają prawie zerową masę i energię. Oczywiście ponieważ masy grawitacyjne wydają się być stałe zarówno {\displaystyle \omega ,} jak i {\displaystyle \gamma } są tu niemierzalnie małe. Jak widać zgodnie z tą teorią grawitacja pomiędzy ciałami stopniowo słabnie, jednak dzieje się to niemierzalnie wolno.
W szczególności, definiując całkowity przekrój czynny na wychwyt grawitonu jako {\displaystyle \sigma ,} takie że
{\displaystyle F={\frac {\hbar \omega }{c}}{\frac {dN}{dt}}{\frac {\sigma }{4\pi r^{2}}},}
otrzymujemy dla najcięższej cząstki elementarnej normalnej materii neutronu
{\displaystyle \sigma ={\frac {4\pi G}{c}}{\frac {m_{n}}{\gamma }}>2{,}03791\times 10^{-27}\ \mathrm {m} ^{2},}
jeśli tylko oszacujemy {\displaystyle \gamma } przez odwrotność wieku wszechświata, tzn. przekrój rzędu jego przekroju geometrycznego {\displaystyle \pi a_{0}^{2}=2{,}01062\times 10^{-30}\ \mathrm {m} ^{2}.}
Odwrotnie jeśli założymy natomiast, że przekrój czynny na wychwyt grawitonu przez neutron (lub proton) jest równy jego „widzianej” powierzchni bocznej ze znanym promieniem neutronu {\displaystyle a_{0}} tzn.
{\displaystyle \sigma =\pi a_{0}^{2}}
i
{\displaystyle F=p_{a}{\frac {\hbar \omega }{c}}{\frac {dN}{dt}}{\frac {\pi a_{0}^{2}}{4\pi r^{2}}},}
gdzie:
{\displaystyle p_{a}} to prawdopodobieństwo nieelastycznego pochłonięcia grawitonu przez neutron (proton),
{\displaystyle p_{a}={\frac {4\pi G}{c}}{\frac {m_{n}}{\gamma \pi a_{0}^{2}}}}
jest równe 1, tzn. grawiton zawsze zostaje pochłonięty przez neutron, jeśli tylko w niego uderzy.
Otrzymujemy szacowanie na prędkość rozpadu grawitonowego masy:
{\displaystyle \gamma ={\frac {4G}{c}}{\frac {m_{n}}{a_{0}^{2}}}=2{,}32917\times 10^{-15}\ \mathrm {s} ^{-1},}
tzn. około 1 na jedną tysięczną wieku wszechświata (około 1 na 10 milionów lat) i na energię (masę) grawitonu
{\displaystyle m_{g}={\frac {\hbar \omega }{c^{2}}}\approx {\frac {\hbar \gamma }{c^{2}}}={\frac {4G\hbar }{c^{3}}}{\frac {1}{a_{0}^{2}}}={\frac {4}{\Lambda a_{0}^{2}}}m_{n}=2{,}73149\times 10^{-66}\ \mathrm {kg} =1{,}53242\times 10^{-30}\mathrm {eV} /c^{2},}
gdzie:
{\displaystyle \Lambda ={\frac {c^{3}}{G\hbar }}=3{,}829\times 10^{69}\ \mathrm {m} ^{-2}}
to tzw. stała kosmologiczna (wartość teoretyczna).
Wzór ten wyraża masę relatywistyczną w ruchu z prędkością równą (masa spoczynkowa 0) lub mniejszą od {\displaystyle c} i jest górną granicą szacowania masy spoczynkowej.
Jak widać związek ten jest w pewnym sensie symetryczny, jeśli zapisać go jako:
{\displaystyle m_{g}/b_{0}^{2}=m_{n}/a_{0}^{2},}
gdzie:
{\displaystyle b_{0}=\left({\frac {4}{\Lambda }}\right)^{1/2}.}
Jeśli z symetrii tego związku zinterpretujemy {\displaystyle b_{0}} też jako promień geometryczny grawitonu i założymy, że grawiton jest w stanie spoczynku zbudowany z materii o podobnej gęstości jak proton czy neutron, uzyskamy szacowanie na masę spoczynkową:
{\displaystyle m_{0g}=\left({\frac {b_{0}}{a_{0}}}\right)^{3}m_{n}=1{,}10337\times 10^{-85}\ \mathrm {kg} =6{,}19015\times 10^{-50}\ \mathrm {eV} /c^{2}.}
Z odwrócenia wzoru Einsteina na masę relatywistyczną:
{\displaystyle m_{g}={\frac {m_{0g}}{\sqrt {1-{\frac {v^{2}}{c^{2}}}}}}}
wynika, że grawitony o tak małej masie poruszają się z prędkością nierozróżnialnie bliską {\displaystyle c.}
Dotychczasowe doświadczenia szacują masę grawitonu na mniejszą niż {\displaystyle 7{,}7\times 10^{-23}\ \mathrm {eV} /c^{2}}.